# Izabela Karwacińska-Rutkowska
Izabela Karwacińska-Rutkowska, także Izabela Karwacińska (ur. 1935, zm. 23 października 2020) – polska działaczka państwowa i turystyczna, w latach 1973–1982 wiceprezydent Warszawy i od 1975 z urzędu wicewojewoda warszawski.

## Życiorys
Ukończyła studia magisterskie. Działaczka Stroonictwa Demokratycznego. Wchodziła w skład Centralnej Komisji Rewizyjnej SD (1969–1976) i Centralnego Komitetu SD (1976–1981). Zajmowała stanowisko prezes Stołecznego Zarządu Wojewódzkiego Polskiego Towarzystwa Turystyczno-Krajoznawczego. Od 1973 do 1982 pełniła funkcję wiceprezydent Warszawy (od 1975 równocześnie wicewojewody „małego” województwa warszawskiego). Powierzono jej odpowiedzialność m.in. za kwestie zaopatrzenia, usług i rzemiosła, produkcji rynkowej, eksportu, rolnictwa i cen.
Zmarła w wieku 85 lat. 29 października 2020 pochowana na Cmentarzu Powązkowskim w Warszawie.

## Odznaczenia
Została odznaczona m.in. Odznaczona Krzyżem Oficerskim i Kawalerskim Orderu Odrodzenia Polski, Brązowym i Srebrnym Krzyżem Zasługi oraz Złotą Odznaką honorową „Za Zasługi dla Warszawy”.